# Poznanovci
Poznanovci (mađarski: Pálhegy) je naselje u slovenskoj Općini Puconcima. Poznanovci se nalazi u pokrajini Prekomurju i statističkoj regiji Pomurju. 

## Stanovništvo
Prema popisu stanovništva iz 2002. godine naselje je imalo 211 stanovnika.